# هنینگ بومل
هنینگ بومل (انگلیسی: Henning Bommel؛ زادهٔ ۲۳ فوریهٔ ۱۹۸۳) دوچرخه‌سوار اهل آلمان است.